# La màscara de ferro
La màscara de ferro (títol original: The Fifth Musketeer) és una pel·lícula d'aventures austro-alemanya dirigida per Ken Annakin, estrenada el 1979. Adaptació de la novel·la Le Vicomte de Bragelonne d'Alexandre Dumas. Ha estat doblada al català.

## Argument
França. Regnat de Lluís XIV de França (1661-1715). Dos germans bessons, fills del rei Lluís XIII de França, tenen destinacions molt diferents. Mentre un, Lluís XIV, és rei de França, l'altre viu en una granja i desconeix el seu origen i el seu parentiu amb la família reial. Colbert, el ministre de Finances del rei, va ser qui va amagar el legítim hereu del tron, esperant que arribés el moment de tornar-li la corona que li pertany. Per dur a terme una missió tan delicada recorre a la seva amistat amb els mosqueters.

## Repartiment
- Sylvia Kristel: Maria Theresa
- Ursula Andress: Louise de la Vallière
- Beau Bridges: Lluís XIV de França / Philippe de Gascogne
- Cornel Wilde: D'Artagnan
- Ian McShane: Fouquet
- Alan Hale Jr.: Porthos
- Lloyd Bridges: Aramis
- José Ferrer: Athos
- Olivia de Havilland: La reina mare
- Helmut Dantine: Ambaixador espanyol
- Rex Harrison: Colbert